# Shahrestān di Gerash
Lo shahrestān di Gerash (farsi شهرستان گراش) è uno dei 29 shahrestān della provincia di Fars, in Iran. Il capoluogo è Gerash. Era in precedenza una circoscrizione dello shahrestān di Larestan.